# Van Donia
Van Donia is een oud Fries adellijk geslacht, welke in 1667 uitstierf.
In de 15e eeuw brak de zogenaamde Donia-oorlog uit; een zeer gewelddadig conflict. 
Een aantal familieleden waren betrokken bij deze Friese oorlog.
Syds van Donia, ook Sixtus, geboren te Beetgum op 1 november 1622 en overleden 16 juni 1667, was de laatste mannelijke Donia.
Sixtus a Donia werd op 12 mei 1640 ingeschreven als student te Franeker en op 9 september 1643 als student te Leiden. 
Hij was ongehuwd en woonde op Hemmemastate bij Menaldum.

## Enkele telgen
- Frans van Donia, (ong. 1580-1651), ondertekenaar van de Vrede van Munster in 1648.